# Német Mónika
Német Mónika (Cegléd, 1973. február 16. –) magyar színésznő.

## Életpályája
1991-ben érettségizett a szentesi Horváth Mihály Gimnázium drámatagozatán. 1991-1995 között a Színház- és Filmművészeti Főiskola hallgatója volt. 1995-től a kaposvári Csiky Gergely Színház tagja.

## Filmes és televíziós szerepei
- Félálom (1991)
- Éretlenek (1995)
- Csajok (1996)
- Áldott állapot (1998)